# Маран, Изабель
Изабель Маран (фр. Isabel Marant; род. 12 апреля 1967, Булонь-Бийанкур) — французский модельер.

## Биография
Родилась в пригороде Парижа — городке Булонь-Бийанкур. Семья Маран отличалась своей творческой жилкой, отец — французский художник, мать — известная немецкая модель, впоследствии директор модельного агентства Elite. Но, творческим людям свойственно непостоянство, и брак распался, когда Изабель было 4 года.
Карьера Изабель началась в 15 лет. Этому способствовала мама Изабель. Она занималась тем, что сейчас называется hand made.
В 1985 году Изабель поступила в Дизайнерскую школу Беркот в Париже, где не отличалась особыми успехами и претендовала на вылет. Однако закончить её смогла с успехом. После окончания школы (1988), было безуспешное сотрудничество с Майклом Кляйном.
Ровно в следующий сезон Изабель запускает свою первую коллекцию аксессуаров, а за тем и бренд, под названием Twen. Под этой маркой Марант выпускала духи, летнюю и демисезонную одежду. После нескольких наград, бренд Twen был переименован в Isabel Marant, которым является и по сей день.
С 1995 года, коллекции Isabel Marant каждый год непрерывно участвуют в Парижской неделе моды. Это один из самых долгоиграющих брендов после calvin klein.  Именно своим усердием Изабель и обрела себе имя.
В 1999 году Изабель Открыла свой первый магазин в Париже, который находится на 16, rue de Charonne. Сейчас представительства Isabel Marant находятся на всех континентах (Кроме Антарктиды естественно), в 95 странах мира. Первый магазин, представляющий Isabel Marant в России открыт в Петербурге в 2012 году. Сейчас[когда?] это единственное представительство Isabel Marant в России.
В 2011 Году Изабель первой выпустила кроссовки (сникерсы) на танкетке. Их популярность стала сравнима с популярностью легендарных UGG. Это придало бренду всемирную известность. В Европе предзаказ на эту обувь был расписан на заводе в Португалии на 7 месяцев вперёд. В 2013 году эта тенденция сохранилась, и сейчас очередь по предзаказу составляет 9 месяцев.
В сентябре 2022 года на Неделе моды в Париже дизайнер представила коллекцию, в которой она, по собственным словам, вернулась к истокам и реинтерпретировала пропитанные духом 1990-х силуэты и коды своего бренда.  